# اصول مهندسی خاک
اصول مهندسی خاک کتابی از براژا م. داس با ترجمهٔ شاپور طاحونی است که در سال ۱۳۷۱ منتشر و در مراسم کتاب سال جمهوری اسلامی ایران به‌عنوان کتاب شایسته تقدیر معرفی شد.